# Zentsūji
Zentsūji (善通寺市, Zentsūji-shi) és una ciutat del Japó dins la Prefectura de Kagawa. La ciutat va ser fundada el 31 de març de 1954.

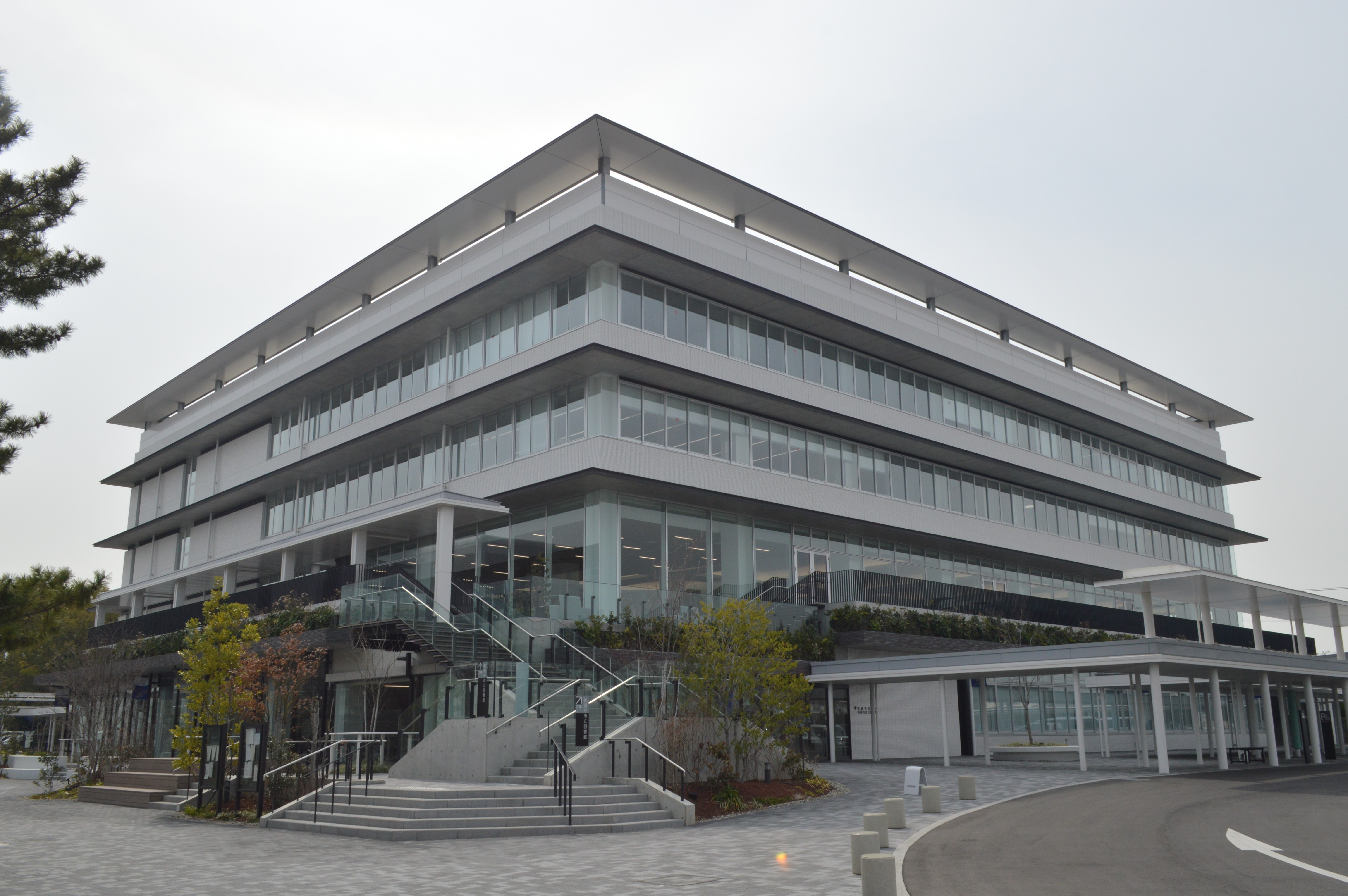
Ajuntament de Zentsūji

El 2011, tenia 34.114 habitants i ocupava una superfície de 39,88 km².
En aquesta ciutat hi va néixer Kūkai (també conegut com a Kōbō Daishi). L'oigen del nom de la ciutat és el temple budista de Zentsū-ji.
A Zentsūji hi ha la Universitat Shikoku Gakuin.
Els agricultors de la regió de Zentsūji van trobar una manera de fer una síndria cúbica, fent-les créixer dins de capses de vidre. Aquestes síndries es venen a un peu doble respecte les síndries normals.

## Llocs famosos
- Pelegrinatge Shikoku
  - Mandaraji
  - Shusshakaji
  - Kōyamaji
  - Temple Zentsū-ji
  - Konzōji

### Ciutats agermanades
Zentsūji està agermanada amb:
- Hirado(Nagasaki), Japó[1]